# Andreas M. Kaplan
Andreas Marcus Kaplan, född 5 oktober 1977 i München, är en tysk nationalekonom, matematiker och professor vid ESCP Business School i Paris. Han är specialiserad på digital transformation, artificiell intelligens och sociala medier. Kaplan rankades i en undersökning publicerad 2019 till de 500 främsta vetenskapsmännen inom området "Business and Management" globalt.
Hans vetenskapliga publikationer har enligt  Google Scholar citerats (2022) drygt 39 000 gånger med ett h-index på 35.

## Liv
Kaplan föddes som son till låssmeden Vincenc Kaplan och hans hustru, Anneliese, som arbetade som sömmerska.
Kaplan sitter på ordförandeposten för ESCP Business School, Sorbonne Alliance, Paris. Tidigare har han agerat som skolans prost med ansvar för cirka 6 000 studenter på skolornas sex europeiska campus/skolområden (Berlin, London, Madrid, Paris, Turin, Warszawa). Innan Kaplan började på ESCP Business School började han sin karriär vid ESSEC Business School and Sciences Po Paris.
Kaplan är grundare av European Centre for Digital Competitiveness. Han sitter i styrelsen för St George's House (Windsor Castle) samt är medlem av Kozminski Universitys Executive Education Advisory Board.

## Utbildning
Andreas Kaplan har en Master of Public Administration från École Nationale d'Administration, en MSc från ESCP Business School och en BSc från Münchens Ludwig-Maximilian-universitet. Han avslutade sin habilitering vid Sorbonne och sin doktorsexamen vid Kölns universitet och HEC Paris.